# 馬塞爾肖爾斯 (加利福尼亞州)
馬塞爾肖爾斯（英語：Mussel Shoals）是位於美國加利福尼亞州文圖拉縣的一個非建制地區。該地的面積和人口皆未知。

## 地理
馬塞爾肖爾斯的座標為34°21′33″N 119°26′33″W / 34.35917°N 119.44250°W，而該地的平均海拔高度為58米（即191英尺）。